# Entodon lindbergii
Entodon lindbergii är en bladmossart som beskrevs av Georg Ernst Ludwig Hampe 1870. Entodon lindbergii ingår i släktet Entodon och familjen Entodontaceae. Inga underarter finns listade i Catalogue of Life.